# Fuchigami Mai
Fuchigami Mai (Nhật: 渕上 舞 (Uyên Thượng Vũ) sinh ngày 28 tháng 5) là một nữ diễn viên lồng tiếng và ca sĩ người Nhật xuất thân từ tỉnh Fukuoka của Nhật Bản. Cô ra mắt vai trò ca sĩ dưới hãng thu âm Lantis và được đại diện bởi công ty quản lý tài năng m&i. Cô nổi tiếng với các vai diễn như Shiota Nagisa trong Assassination Classroom, Nishizumi Miho trong Girls und Panzer và Hojo Karen trong The Idolmaster Cinderella Girls.

## Tiểu sử
Thuở nhỏ, Fuchigami có mong ước trở thành một diễn viên lồng tiếng sau khi cô được một người bạn giới thiệu các tập đĩa DVD chứa giọng lồng tiếng của nữ seiyuu Mizuki Nana. Tuy vậy, ban đầu cô chỉ dự định sẽ trở thành một diễn viên hoặc luật sư. Cô tốt nghiệp trường dạy nghề Yoyogi Animation vào năm 2007. Cùng năm đó, cô được duyệt trong một buổi thử giọng do công ty quản lý tài năng Sigma Seven tổ chức.
Năm 2009, Fuchigami mở đầu sự nghiệp lồng tiếng với nhân vật Asagiri Kaname trong trò chơi điện tử Ōkami Kakushi. Năm 2011, cô kết thúc hợp đồng với Sigma Seven để chuyển đến INCS toenter.
Năm 2012, cô tạo nhiều tiếng vang với vai lồng tiếng Nishizumi Miho từ anime Girls und Panzer. Năm 2014, cô lồng giọng nhân vật chính Shiota Nagisa trong Assassination Classroom. Cùng năm đó, Fuchigami giành một giải thưởng cho vai diễn của mình trong Girls und Panzer tại giải giải Seiyu Award lần thứ 8.
Năm 2016, cô lồng giọng Kawakami Sadayo trong trò chơi Persona 5 và đảm nhiệm vai trò này lần nữa trong phiên bản chuyển thể anime của game. Cô tiếp tục với vai Nishizumi Miho trong Girls und Panzer der Film và giành giải một giải Diễn viên lồng tiếng mới tại giải phê bình điện ảnh Nhật Bản lần thứ 25
Năm 2018, cô ra mắt album đầu tay Fly High Myway! và đồng thời khởi đầu sự nghiệp ca sĩ dưới hãng thu âm Lantis. Tháng 8 cùng năm, cô phát hành đĩa đơn đầu tiên là "Rainbow Planet", bài hát trong đĩa sau này được dùng làm ca khúc kết thúc cho anime Planet With. Năm 2019, cô cho ra mắt mini album đầu tiên Journey & My Music.
Vào ngày 28 tháng 5 năm 2024, cô chính thức thông báo kết hôn.

## Các vai lồng tiếng

### Anime truyền hình
- Vai nhân vật chính được tô đậm.

2009
- Cấm thư ma thuật Index – một học sinh, bồi bàn nữ (tập 9, 20)[10]
- Umi Monogatari: Anata ga Ite Kureta Koto – Ebi Bijo Senshi (tập 9-10, 12)[10]
- Kanamemo – Classmate F (tập 12)[10]
- Sora no Manimani – Miyamae Mayu, Shiratori Shouko, Takanashi Yukari[10]
- Bleach –	vai một linh hồn nữ	(tập 229)[10]
- Whit Album –	Press D[10]
- Miracle Train: Ōedo-sen e Yōkoso –	(tập 2)[10]

2010
- Ōkami Kakushi – Asagiri Kaname[18]
- HeartCatch PreCure! –	Hội trưởng hội học sinh[10]
- Toaru Majutsu no Index II –	Agatha, Uragami[10]

2011
- Denpa Onna to Seishun Otoko –	Maekawa[19]
- Hontō ni Atta! Reibai-Sensei – Wakayama Hinako, Liz, Maru[10]
- Lũ ngốc, bài thi và linh thú triệu hồi – một nam sinh lớp 6C (tập 11)[10]

2012
- Kono Naka ni Hitori, Imouto ga Iru! – một học sinh (tập 2)[10]
- Girls und Panzer – Nishizumi Miho[20]

2013
- Dokidoki! PreCure – Alice Yotsuba/Cure Rosetta[10]
- Outbreak Company – Petrarca Ann Erudanto III[21]
- Arpeggio of Blue Steel – Iona/I-401[22]

2014
- Chikasugi Idol Akae-chan – Kikko[10]
- Sakura Trick – Ikeno Kaede[23]
- Jinsei – Shino[10]
- Re: Hamatora – Skill	(tập 3, 11-12)[10]
- Cross Ange: Tenshi to Ryū no Ecole – Mei	(tập 2-8, 10-11, 13, 18, 20, 22-25)[10]

2015
- The Idolmaster Cinderella Girls – Hojo Karen[24]
- Assassination Classroom	– Shiota Nagisa[25]
- Etotama –	Meitan[26]

2016
- Divine Gate – Undine[10]
- Yu-Gi-Oh! Arc-V –	Grace Tyler, Ray Akaba
- Ragnastrike Angels – Tōjō	Hinata[27]
- Yo-kai Watch – Uffun Violet (tập 116)
- Digimon Universe: Appli Monsters – Kashiki Ai[28]

2017
- Idol Incidents – Onimaru Shizuka[29]
- Gabriel DropOut –	Machiko (tập 2, 6, 8, 12)[30]
- Action Heroine Cheer Fruits – Kamisu Mako[10]
- Kino no Tabi -the Beautiful World- – con trai một vị lữ hành (tập 6)

2018
- Toji No Miko – Yomi Satsuki[31]
- Persona 5: The Animation – Kawakami Sadayo[13]
- The Caligula Effect – Mizuguchi Marie[32]
- Ongaku Shōjo – Ryuō Sarasa[33]
- Planet With – Kumashiro Harumi[4]
- Toaru Majutsu no Index III – Uragami
- Hashiri Tsuzukete Yokattatte – Kei Ikoma[34]

2019
- Kōya no Kotobuki Hikōtai – Camilla (tập 10-12)[35]
- Kengan Ashura – Hiyama Shunka[36]
- Cardfight!! Vanguard: Shinemon-hen – Esuka Hibino
- Radiant – Ocoho (mùa 2)[37]
- Gundam Build Divers Re:Rise – May[38]

2020
- Koisuru Asteroid – Konohata Misa[39]
- Majutsushi Orphen (loạt anime 2020-2023) – Dortin [40][41]
- GeGeGe no Kitarō (phần 6) - Ma-chan (tập 88)[42]

2021
- Yuru Camp (mùa 2) – Con gái của Iida[43]
- Azur Lane: Bisoku Zenshin – Admiral Graf Spee[44]
- Thám tử đã chết – Kase Fūbi[45]

2022
- Tribe Nine – Arisugawa Saori[46]
- Kono Healer, Mendokusai - Anna[47]

2023
- Buddy Daddies - Taiga[48]
- Ao no Orchestra - Takimoto Kayo[49]
- Level 1 dakedo Unique Skill de Saikyou desu - Monsoon Erza[50]

### Hoạt hình điện ảnh
2013
- DokiDoki! PreCure the Movie – Alice Yotsuba/Cure Rosetta[51]
- Pretty Cure All Stars New Stage 2: Friends of the Heart –	Alice Yotsuba/Cure Rosetta

2014
- Pretty Cure All Stars New Stage 3: Eternal Friends –	Alice Yotsuba/Cure Rosetta

2015
- Aoki Hagane no Arpeggio: Ars Nova DC / Aoki Hagane no Arpeggio: Ars Nova Cadenza – Iona/I-401[52]
- Pretty Cure All Stars: Carnival of Spring♪ – Alice Yotsuba/Cure Rosetta
- Girls und Panzer der Film – Nishizumi	Miho
- Pretty Cure All Stars: Singing with Everyone♪ Miraculous Magic! – Alice Yotsuba/Cure Rosetta

2016
- Assassination Classroom: 365-nichi no jikan / Koro Sensei Q! – Shiota Nagisa

2017
- Girls und Panzer: Saishuushou (ba phần, 2017-2024) – Nishizumi Miho[53]

2018
- Hugtto! PreCure Futari wa Pretty Cure: All Stars Memories – Alice Yotsuba/Cure Rosetta[54]

### OVA
- Chain Chronicle: Short Animation (2014)	– Sasha
- Hero Company (2015) – Hyuuga	Hikaru

### Lồng tiếng

#### Phim người đóng
- Hush (2008) – Wendy (Claire Keelan thủ vai)[1]
- Cuồng nộ (2014) – Emma	(Alicia von Rittberg thủ vai)[55]

### Trò chơi điện tử
| Năm  | Tên                                                        | Nhân vật                 |
| ---- | ---------------------------------------------------------- | ------------------------ |
| 2009 | Ōkami Kakushi                                              | Kaname Asagiri           |
| 2011 | The Idolmaster Cinderella Girls                            | Hojo Karen               |
| 2013 | Onigokko!                                                  | Nazuna                   |
| 2013 | Kantai Collection                                          | Iona                     |
| 2014 | Tokyo 7th Sisters                                          | Hanyuda Mito, Higa Aguri |
| 2014 | World of Tanks                                             | Nishizumi Miho           |
| 2014 | Girls und Panzer: Senshadō, Kiwamemasu!                    | Nishizumi Miho           |
| 2015 | Assassination Classroom: Koro-sensei's Great Besiegement!! | Shiota Nagisa            |
| 2015 | Fantasy War Tactics                                        | Chris                    |
| 2015 | Cross Ange: Rondo of Angels and Dragons tr.                | Mei                      |
| 2015 | Drift Girls                                                | Saki Aotani              |
| 2015 | Lord of Vermilion Arena                                    | Dux Tia                  |
| 2015 | Trillion: God of Destruction                               | Perpell                  |
| 2015 | The Idolmaster Cinderella Girls: Starlight Stage           | Hojo Karen               |
| 2016 | Assassination Classroom: Assassin Training Plan            | Shiota Nagisa            |
| 2016 | The Caligula Effect                                        | Mizuguchi Marie          |
| 2016 | My Girlfriend is a Mermaid?!                               | Ion                      |
| 2016 | Alternative Girls                                          | Sylvia Ritcher           |
| 2016 | Persona 5                                                  | Kawakami Sadayo          |
| 2017 | The Witch and the Hundred Knight 2                         | Gabrielle                |
| 2017 | Last Senkan: With Lovely Girls                             | Missouri, Arc Royale     |
| 2017 | Song of Memories                                           | Kamishiro Fuuka          |
| 2017 | Kirara Fantasia                                            | Ginger                   |
| 2018 | Girls und Panzer: Dream Tank Match                         | Nishizumi Miho           |
| 2018 | Azur Lane                                                  | Admiral Graf Spee        |
| 2018 | Atelier Online: Alchemists of Braceir                      | Erika                    |
| 2019 | 47 Heroines                                                | Inoyama Akira            |
| 2020 | Girls' Frontline                                           | Howa Type 89, RPK-16     |
| 2021 | The Caligula Effect 2                                      | Mizuguchi Marie          |
| 2022 | Assault Lily Last Bullet                                   | Nishizumi Miho           |

## Đĩa nhạc

### Album
| Tên              | Chi tiết Album                                                                                    | Số catalog | Số catalog | Xếp hạng Oricon cao nhất |
| Phiên bản thường | Phiên bản giới hạn                                                                                |            |            |                          |
| ---------------- | ------------------------------------------------------------------------------------------------- | ---------- | ---------- | ------------------------ |
| Fly High Myway!  | - Phát hành: 24 tháng 1, 2018 - Hãng thu âm: Lantis - Định dạng: CD, tải trực tuyến               | LACA-15690 | —          | 28                       |
| Hoshizora (星空) | - Phát hành: 27 tháng 1, 2021 - Hãng thu âm: Lantis - Định dạng: CD, tải trực tuyến, CD + Blu-ray | LACA-15857 | LACA-35857 | 60                       |

#### Mini album
| Tên                | Chi tiết album                                                                                    | Số catalog | Số catalog | Xếp hạng Oricon cao nhất |
| Phiên bản thường   | Phiên bản giới hạn                                                                                |            |            |                          |
| ------------------ | ------------------------------------------------------------------------------------------------- | ---------- | ---------- | ------------------------ |
| Journey & My Music | - Phát hành: 23 tháng 1, 2019 - Hãng thu âm: Lantis - Định dạng: CD, CD + Blu-ray, tải trực tuyến | LACA-15753 | LACA-35753 | 28                       |
| MAI CREATE         | - Phát hành: 25 tháng 1, 2023 - Hãng thu âm: Lantis - Định dạng: CD                               | LACA-25023 |            |                          |

### Đĩa đơn
| Ngày phát hành    | Tên                                                                               | Số catalog (Phiên bản thường) | Xếp hạng Oricon cao nhất | Ghi chú |
| ----------------- | --------------------------------------------------------------------------------- | ----------------------------- | ------------------------ | --- |
| 8 tháng 8, 2018   | "Rainbow Planet"                                                                  | LACM-14787                    | 56                       | Ca khúc kết thúc cho Planet With                                                                                |
| 24 tháng 10, 2018 | "Liberation" (リベラシオン)                                                       | LACM-14808                    | 55                       | Ca khúc kết thúc cho Ulysses: Jeanne d'Arc to Renkin no Kishi                                                   |
| 28 tháng 8, 2019  | "Love Summer!"                                                                    | LACM-14922                    | 68                       | — |
| 5 tháng 10, 2020  | "Yosoku Funou Days" (予測不能Days)                                                | LACM-14964                    | 33                       | Ca khúc kết thúc cho Majutsushi Orphen Hagure Tabi.                                                             |
| 29 tháng 4, 2020  | "Crossing Road"                                                                   | LACM-14996                    | 74                       | Ca khúc kết thúc cho Shokugeki no Soma: Go no Sara                                                              |
| 27 tháng 1, 2021  | "Marionette Coup d'État" (操り人形 クーデター)                                    | LACM-24077                    | 53                       | Ca khúc kết thúc cho Majutsushi Orphen: Battle of Kimluck.                                                      |
| 27 tháng 7, 2022  | "Hito Shibai" (人芝居)                                                            | LACM-24295                    | 67                       | Ca khúc kết thúc của Chào mừng đến lớp học đề cao thực lực (mùa 2).                                             |
| 26 tháng 4, 2024  | "Fantastic Partner / Shūen no Destiny" (ファンタジック・パートナー/終焉のDestiny) | LACM-24295                    |                          | Ca khúc kết thúc của Majutsushi Orphen Hagure Tabi: Urbanrama-hen và Majutsushi Orphen Hagure Tabi: Seiiki-hen. |